# Ouahigouya
Cet article concerne la ville chef-lieu. Pour le département et la commune urbaine, voir Ouahigouya (département).
Ouahigouya est une ville du département et la commune urbaine de Ouahigouya, chef-lieu de la province du Yatenga et de la région du yaadga au Burkina Faso. Fondée en 1757, elle est la capitale historique du Royaume mossi du Yatenga.

## Géographie
La ville est située sur la route nationale 2, à 182 km au nord-ouest de la capitale Ouagadougou.

### Climat
Ouahigouya est doté d'un climat de steppe sec et chaud, de type BSh selon la classification de Köppen, avec des moyennes annuelles de 28,7 °C pour la température et de 599 mm pour les précipitations.

### Démographie
L'évolution démographique de la ville est relévée lors des différents recensements, l'accroissement annuel de la population est de 4 % pendant la période 2006-2019.
| 1985   | 1996   | 2006   | 2019    |
| ------ | ------ | ------ | ------- |
| 39 802 | 52 193 | 73 153 | 124 587 |

La ville par son importance est l'une des cinq grandes villes du pays, regroupant 73 153 habitants lors du recensement national de 2006.
En 2006, sur les 73 153 habitants de l'agglomération – regroupés en 14 157 ménages – 50,28 % étaient des femmes, près 37,4 % avaient moins de 14 ans, 58,2 % entre 15 et 64 ans et environ 3,7 % plus de 65 ans.

### Subdivisions en secteurs
Ouahigouya est composée de quinze secteurs administratifs (données de population consolidées en 2012, issues du recensement général de 2006) :
- Secteur 1 (6 306 habitants)
- Secteur 2 (8 704 habitants)
- Secteur 3 (3 446 habitants)
- Secteur 4 (4 748 habitants)
- Secteur 5 (5 027 habitants)
- Secteur 6 (4 265 habitants)
- Secteur 7 (5 885 habitants)
- Secteur 8 (5 300 habitants)
- Secteur 9 (3 847 habitants)
- Secteur 10 (6 638 habitants)
- Secteur 11 (1 493 habitants)
- Secteur 12 (1 648 habitants)
- Secteur 13 (11 512 habitants)
- Secteur 14 (1 905 habitants)
- Secteur 15 (2 429 habitants)

## Histoire

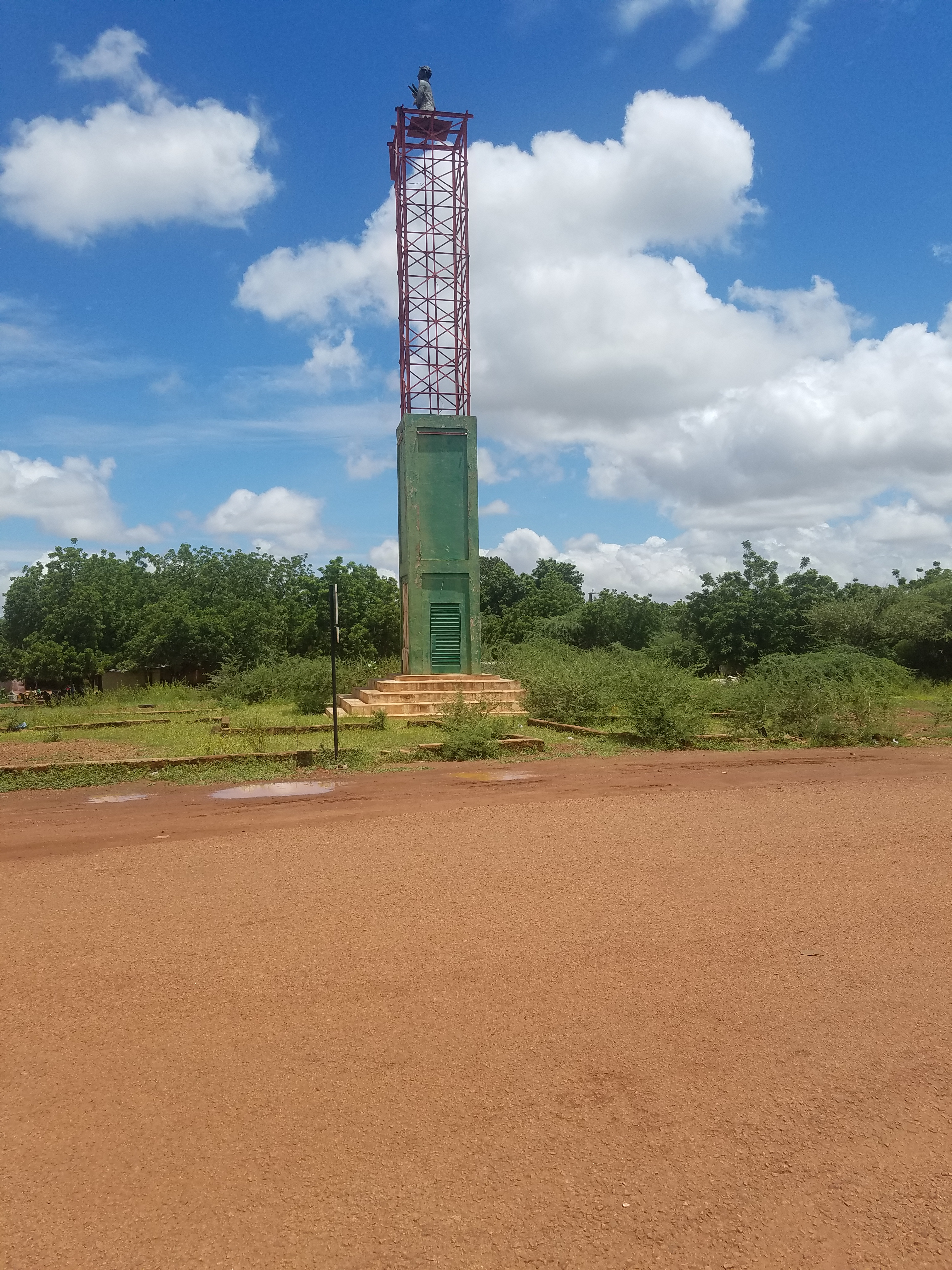
Stèle de la place de la Nation.

La ville est fondée en 1757 comme la capitale du royaume mossi du Yatenga par le Naaba Kango. Elle est détruite en 1825 et plusieurs fois attaquée dans les années 1870 aux années 1890. De son passé de capitale de royaume, elle garde son nom, puisqu'il signifie, en mooré, venez vous prosterner. Les Français la reconstruisent autour d'un fort vers 1896.
Lors de la guerre de la Bande d'Agacher (guerre de Noël) ayant opposé le Burkina Faso et le Mali du 14 au 30 décembre 1985, le marché de la ville est bombardée par l'aviation malienne faisant une centaine de victimes civiles[réf. nécessaire].

## Administration

### Liste des maires
Premier maire nommé en 1932: OUEDRAOGO Boug-Raawa
Lucien Amos Lankoandé est le préfet et président de la délégation spéciale de Ouahigouya, nommé en conseil des ministres le 25 septembre 2024.

### Jumelages et accords de coopération
| Ville | Ville     | Pays | Pays      | Période     |
| ----- | --------- | ---- | --------- | ----------- |
|       | Chambéry  |      | France    | depuis 1991 |
|       | Lahnstein |      | Allemagne | depuis 1978 |
|       | Vence     |      | France    | depuis 1978 |

## Économie
Ville sahélienne par excellence, l'aridité du climat y est un facteur important. Comme dans tous les pays de cette zone, les aléas de la saison des pluies déterminent via la qualité des récoltes le niveau de vie des habitants. L'économie locale ne connaît pas d'industrie. L'artisanat est tourné vers le cuir avec quelques tanneurs.
Deux retenues (lac de barrage) permettent l'approvisionnement en eau et favorisent le maraîchage (tomates, carottes, oignons et surtout les pommes de terre).
L'économie de la région est également marquée par la présence d'orpailleurs.

## Transports

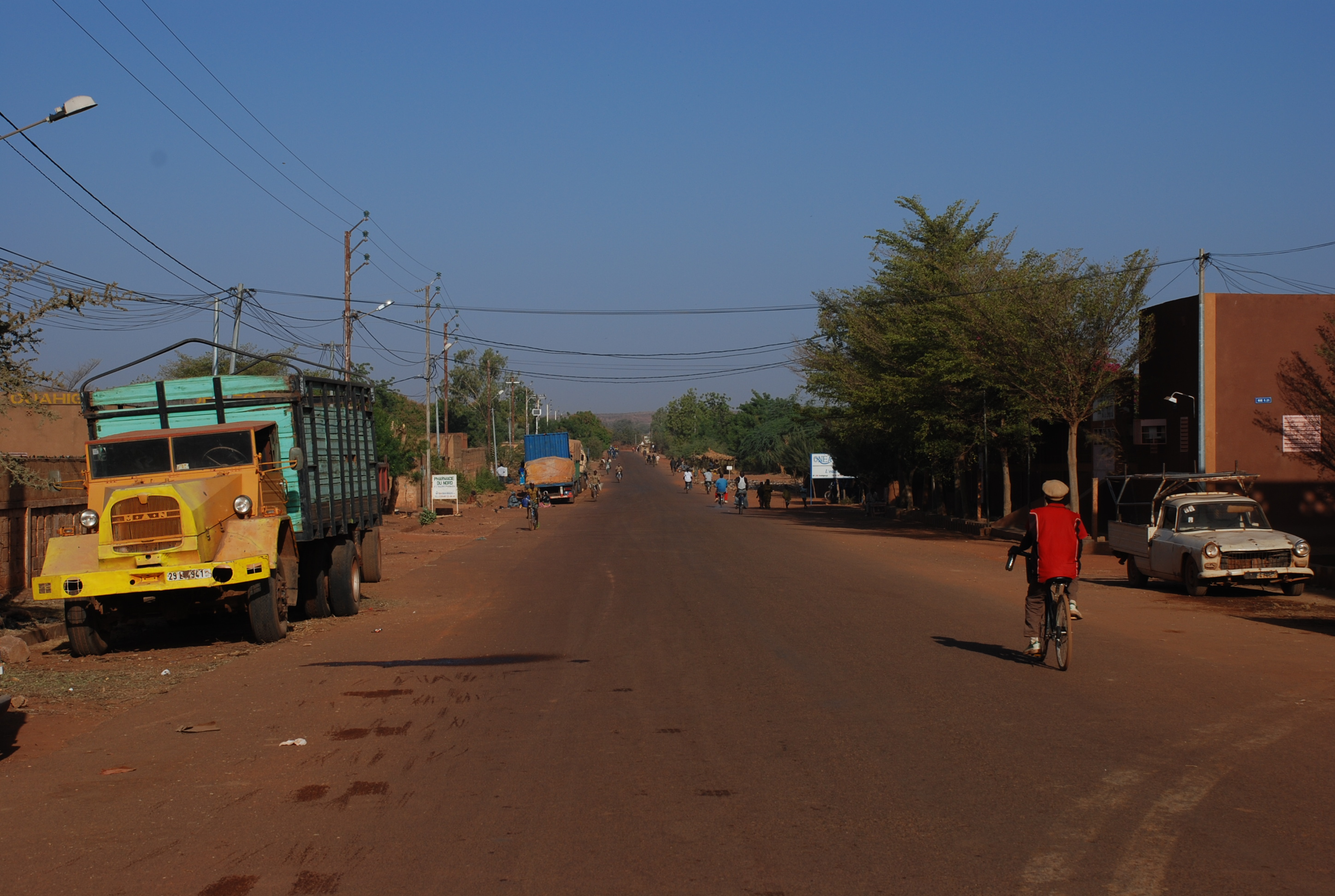
Une rue d'Ouahigouya en direction de la frontière malienne.

D'un point de vue routier, Ouahigouya se trouve à 185 km au nord de Ouagadougou, la capitale, sur la route nationale 2 qui continue vers la frontière avec le Mali, à 40 km au nord en direction de Bankass, et à 360 km au nord-est de Bobo-Dioulasso, sur la route nationale 10. Elle est également traversée par la route nationale 15 qui la relie à Pouytenga (via Kongoussi et Kaya).

## Santé
La ville, divisée en secteurs possédant pour certains (1,2,4, 5 ,7,13) des centres de santé et de promotion sociale (CSPS), accueille le centre hospitalier régional (CHR).
Un hôpital pédiatrique privé sans but lucratif a été créé en septembre 2004 par le Dr Zala Lassara avec l'aide d'associations françaises et suisses (36 lits d'hospitalisation et 24 lits réservés aux enfants souffrant gravement de malnutrition). Les enfants issus de familles en situation sociale difficile y sont pris en charge gratuitement.

## Éducation
La ville dispose d'un réseau d'écoles primaires publiques et privées, ainsi que de collèges et lycées dont les plus connus sont le lycée Yadéga et le lycée Yamwaya.
En outre elle dispose d'un Centre universitaire polytechnique pour la formation de cadres notamment dans la médecine.

## Culture

### Festivals
Chaque année se tient à Ouahigouya le FESCO (Festival Sport et Culture de Ouahigouya).

### Sport
La ville de Ouahigouya dispose d'une équipe masculine de football ainsi que d'une équipe féminine, nommée les Reines du Yatenga.

### Patrimoine

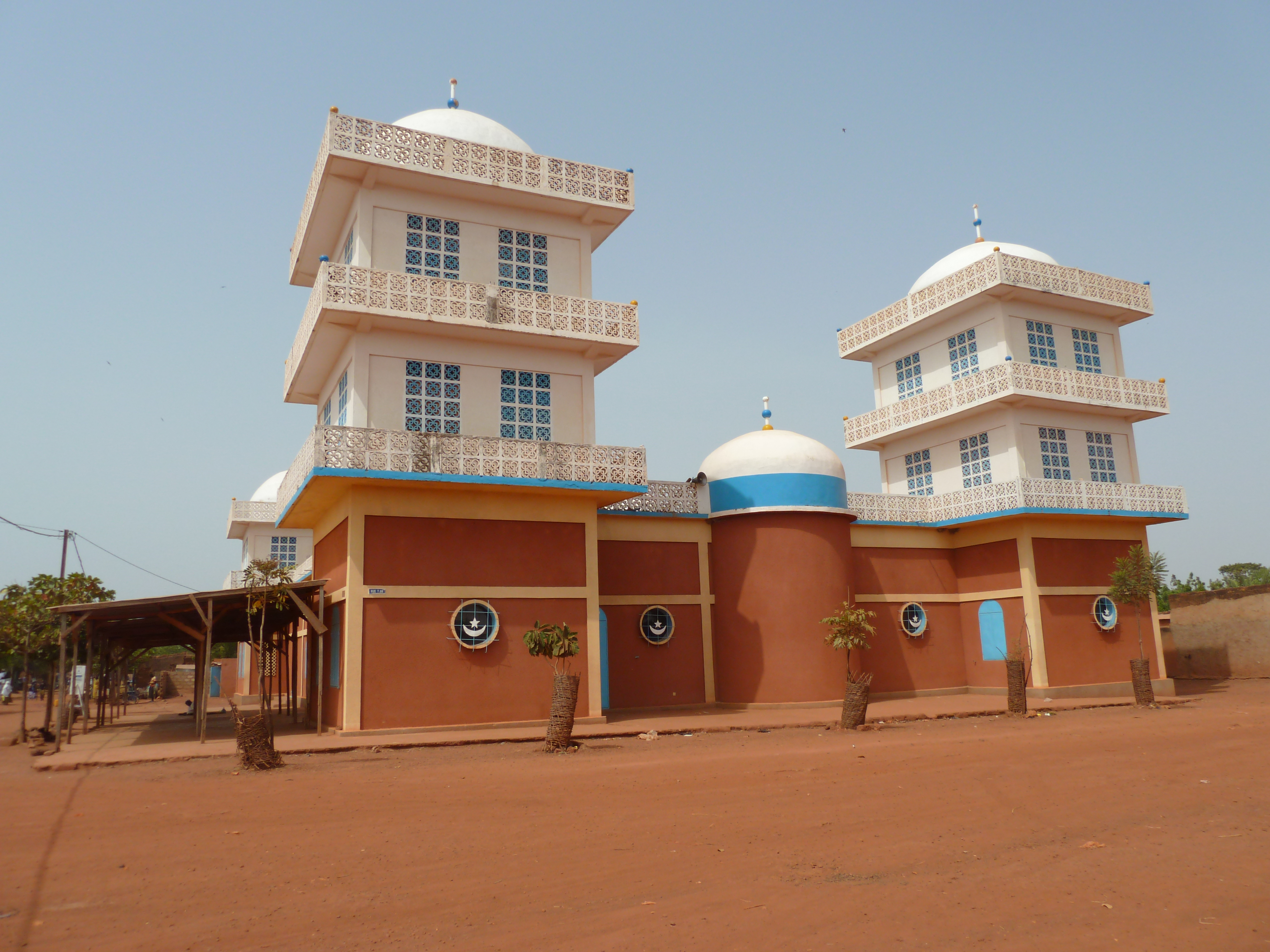
Une des mosquées de Ouahigouya.

Bien que peu touristique, la ville de Ouahigouya recèle quelques lieux intéressants :
- le barrage qui est devenu un refuge pour nombre d'oiseaux typiques de la région.
- le marché du centre-ville est l'un des plus grands du Sahel, après celui de Gorom-Gorom.

- la Cathédrale Christ-Roi de l'Univers de Ouahigouya
- la mosquée de Ramatoulaye à 25 km de la ville est un lieu de pèlerinage très fréquenté les jours qui suivent le Ramadan.

## Personnalités liées
- Salif Diallo, homme politique (9 mai 1957 - 19 août 2017) ancien ministre de l'Environnement et de l'Eau de 1995 à 1999 ; ministre de l’agriculture et président de l'Assemblée nationale burkinabè (30 décembre 2015 – 19 août 2017)
- Idrissa Ouédraogo, cinéaste burkinabè (21 janvier 1954 - 18 février 2018)
- Boureima Badini (né en 1956), homme politique burkinabè
- Yacouba Sawadogo « l'homme qui a arrêté le désert », prix Nobel alternatif d'écologie (Right Livelivood Foundation), désigné « Champion of Earth » par les Nations unies Environnement.
- Bibata Nébié (1973-), magistrate et femme politique burkinabè, ancienne ministre de la justice.
- Gilbert Noël Ouédraogo (en), avocat, homme politique et ex maire de la ville
- Boureima Basil Ouedraogo, ex maire de la ville (2022)
- Gérard Ouedraogo, homme politique, Premier ministre
- Soumaila Ganame dit l'hadji Yoro volontaire national qui a marqué l'histoire dans la défense de la région du nord plus précisément dans la  ville de Ouahigouya[8].